# チャム文字
チャム文字（チャムもじ）は、ベトナムおよびカンボジアで話されるオーストロネシア語族のチャム語を表記するためのブラーフミー系文字。左から右に書かれるアブギダである。

## 概要
4世紀末から5世紀はじめにかけての碑文が、ベトナム中部のクアンナム省、フーイエン省、およびチャキエウで発見されている。そのほとんどはサンスクリットだが、同じ文字で古代チャム語を記したものがある。これはオーストロネシア語族の言語を記した最古のテクストであり、東南アジアの言語が書かれた最古の碑文でもある。
他の多くの東南アジアの文字と同様、チャム文字は南インドのパッラヴァ・グランタ文字から発達したと考えられている。
現代のチャム文字はこの文字から発達したものだが、字形は古代のものから大きく変わっている。現代チャム語には東チャム語（ベトナム）と西チャム語（主にカンボジア、一部ベトナム）の相互理解不可能な2種類の言語があり、文字も東チャム文字（Akhar Thrah）と西チャム文字（Akhar Srak）に大別される。
チャム文字は東チャム語の話者によってより多く用いられ、小学校での教育にも使用する。西チャム語の話者の大部分はムスリムであって、アラビア文字の系統の文字も使用する。

## 一覧
以下は東チャム文字の一覧である。子音字に母音記号がつけられない場合、通常は潜在母音[a]を持つが、鼻音の場合は[ɨ]を持つ。音節末子音を表すための専用の形がある。母音記号は17種類があり、うち6種類は単独の母音字も存在するが、残りの11種類は[a]を表す文字に母音記号をつけることで表される。

## Unicode
2008年のUnicodeバージョン5.1で、基本多言語面のU+AA00-AA5Fにチャム文字が追加された。
東チャム文字と西チャム文字の違いが大きいため、追加多言語面に西チャム文字のための専用のブロックを設ける提案がなされている。
| Cham   |   |   |   |   |   |   |   |   |   |   |   |   |   |   |   |   |
|        | 0 | 1 | 2 | 3 | 4 | 5 | 6 | 7 | 8 | 9 | A | B | C | D | E | F |
| U+AA0x | ꨀ | ꨁ | ꨂ | ꨃ | ꨄ | ꨅ | ꨆ | ꨇ | ꨈ | ꨉ | ꨊ | ꨋ | ꨌ | ꨍ | ꨎ | ꨏ |
| U+AA1x | ꨐ | ꨑ | ꨒ | ꨓ | ꨔ | ꨕ | ꨖ | ꨗ | ꨘ | ꨙ | ꨚ | ꨛ | ꨜ | ꨝ | ꨞ | ꨟ |
| U+AA2x | ꨠ | ꨡ | ꨢ | ꨣ | ꨤ | ꨥ | ꨦ | ꨧ | ꨨ | ꨩ  | ꨪ  | ꨫ  | ꨬ  | ꨭ  | ꨮ  | ꨯ  |
| U+AA3x | ꨰ  | ꨱ  | ꨲ  | ꨳ  | ꨴ  | ꨵ  | ꨶ  |   |   |   |   |   |   |   |   |   |
| U+AA4x | ꩀ | ꩁ | ꩂ | ꩃ  | ꩄ | ꩅ | ꩆ | ꩇ | ꩈ | ꩉ | ꩊ | ꩋ | ꩌ  | ꩍ  |   |   |
| U+AA5x | ꩐ | ꩑ | ꩒ | ꩓ | ꩔ | ꩕ | ꩖ | ꩗ | ꩘ | ꩙ |   |   | ꩜ | ꩝ | ꩞ | ꩟ |